# Simorcus itombwe
Simorcus itombwe Van Niekerk & Dippenaar-Schoeman, 2010 è un ragno appartenente alla famiglia Thomisidae.

## Etimologia
Il nome proprio deriva dai Monti Itombwe, nella provincia del Kivu Sud congolese dove è stato reperito l'unico esemplare. 

## Caratteristiche
L'olotipo maschile rinvenuto ha lunghezza totale è di 4,6mm; la lunghezza del cefalotorace è di 2,2 mm e la sua larghezza è di 1,6mm

## Distribuzione
La specie è stata reperita in Congo, sui Monti Itombwe, località nella provincia del Kivu Sud.

## Tassonomia
Al 2015 non sono note sottospecie e dal 2014 non sono stati esaminati nuovi esemplari.